# María José Hernández
María José Hernández (Zaragoza, 1966) es una cantautora española.

## Trayectoria artística
Siendo todavía una adolescente sorprendió a público y crítica en el II Encuentro Nacional de Canción de Autor celebrado en Jaén, donde obtuvo el 2º premio, lo que le llevó a comenzar su carrera profesional. En 1997 publica, ya de forma independiente, su primer disco La línea del cielo, en 2001 llega El mar del deseo y en 2006 edita Círculos concéntricos, le sigue en 2011 Señales de humo.
En 2014  edita Las uvas dulces, María José Hernández canta a José Antonio Labordeta, un trabajo en el que ofrece su visón personal y en femenino de algunas de las canciones menos conocidas del poeta y cantautor aragonés. Cartas sobre la mesa, editado en 2018, es un disco vital que muestra el universo de una mujer que nada debe a la casualidad y que aprendió hace tiempo que la suya es una carrera de fondo.
Además de sus numerosas colaboraciones con otros artistas, y de ser artista invitada en los conciertos de Pablo Milanés en su gira española en 2007, ha compartido escenario con Noa, Jorge Drexler, Javier Ruibal, José Antonio Labordeta, Gilberto Gil y Jane Birkin en los escenarios y festivales más destacados de Aragón y del resto de España. La belleza y versatilidad de su voz la ha llevado también a colaborar en varios proyectos, realizando conciertos en Francia, Bélgica, Suiza, Inglaterra, Italia, Túnez, Japón y Marruecos, además de una extensa gira al otro lado del Atlántico que le ha llevado a recorrer en tres ocasiones gran parte de México y sur de EE. UU. y compartir escenario con Alejandro Santiago y el dúo Mexicanto.
En el 2000 fue la primera artista española en protagonizar el proyecto Artistas en Ruta, en colaboración con el LIPA (Liverpool Institute of Performing Arts), junto con nueve músicos de la prestigiosa escuela fundada por Paul McCartney, actuando en Liverpool y realizando una gira por España. Junto a Luis Delgado y Joaquín Pardinilla ha creado el proyecto Vivere Memento, donde los tres músicos unen su experiencia y complicidad para revisar los repertorios de música antigua y canciones tradicionales, juntos graban Música antigua a la luz de nuestro tiempo (2014) y La puerta de la memoria (2021).
Hernández tiene en su haber cuatro Premios de la música Aragonesa, incluido el premio a la mejor canción en lengua autóctona por su canción en aragonés Pregaria. Ha recibido el premio Artes&Letras que otorga el Heraldo de Aragón  a la música, por su trayectoria.

### Discos propios[9]
- La línea del cielo (1997).
- El mar del deseo (2001).
- Círculos concéntricos (2006).
- Señales de humo (2011).
- Las uvas dulces (2014)
- Cartas sobre la mesa (2017).

### Otros proyectos
- Los amantes de Teruel (2003, disco-libro con versiones de cantautores clásicos).
- Mudéjar (2004, música para espectáculo de danza Compañía Miguel Ángel Berna).
- Música antigua a la luz de nuestro tiempo (2014). En formato trío como Vivere Memento, junto a los músicos Joaquín Pardinilla y Luis Delgado.
- La puerta de la memoria. Con Vivere Memento (2021).

### Colaboraciones discográficas
- La baraja  (Cornamusa) [1996]
- Paisajes  (José Antonio Labordeta) [1997]
- Noche infinita  (Javier Bergia) [1997]
- 25 años  (Javier Bergia) [2000]
- Con la voz a cuestas (2001, CD de José Antonio Labordeta, tema a dúo Adamar).
- A tapar la calle  (Los titiriteros de Binéfar) [2002]
- Caracola  (Javier Bergia) [2009]
- Punto y aparte  (Javier Bergia) [2013]
- Manual de de instrucciones  (Fran Espinosa) [2014]
- Rumbo al sur (Capitán Mundo) [2016]
- La fábrica del templo (Javier Pelayo) [2018]
- Cadenzias (Os Chotos) [2019]
- Si los poetas gobernaran el mundo (Daniel Cros) [2021]
- Y volvimos a abrazarnos (Pablo Guerrero) [2021]
- Mestizos (Fran Espinosa) [2022]
- La estación de las violetas (La Ronda de Boltaña) [2022]

### Discos colectivos
- Orillas (Obra colectiva) [1998](poemas de diversas poetisas latinoamericanas con música de Gabriel Sopeña).
- Cantautores de aquí y ahora (Obra colectiva) [2000]
- Una ciudad para la paz (Obra colectiva) [2000,poemas musicados de Rafael Alberti, Rey del Corral, García Lorca, etc, con música de Gabriel Sopeña)
- Canciones de cuna (Obra colectiva) [2001]
- Planeta Aragón 2 (Obra colectiva) [2002]
- Las músicas de Aragón (Obra colectiva) [2003]
- Música de mujer (Obra colectiva) [2006]
- Á Ixena 2 (Obra colectiva) [2007]
- Compartiendo (Obra colectiva) [2013]
- Aragón sigue, Labordeta vive (Obra colectiva) [2015]
- O zaguer chilo (Obra colectiva) [2017]
- Cuatro décadas. Cantando a Alejandro Santiago [2024]